# Air Atlanta Icelandic
Air Atlanta Icelandic és una companyia aèria i un important operador de xàrter (Aircraft Crew Maintenance Insurance) també conegut com "Aircraft, Crew, Maintenance and Insurance" (ACMI), amb la seva seu central a Kópavogur. La seva base principal es troba a l'aeroport internacional de Keflavík.

## Història
L'empresa va ser fundada el 10 de febrer de 1986 per Arngrimur Johannsson i Thora Gudmundsdottir. El 2021, Air Atlanta Icelandic va reobrir la seva filial europea Air Atlanta Europe, amb seu a Malta, per operar avions de passatgers Boeing 777. El 2025, la companyia islandesa integrarà el seu primer Boeing 777.

## Flota
La flota d'Air Atlanta Icelandic consta de 9 avions al febrer de 2025:
- 8 Boeing 747-400F
- 1 Boeing 777-200ER